# Alaksandr Sazankou
Alaksandr Sazankou (biał. Аляксандр Сазанкоў, ros. Александр Сазанков, Aleksandr Sazankow; ur. 18 marca, według innych źródeł 8 marca 1984 w Mohylewie) – białoruski piłkarz występujący na pozycji napastnika w FK Horki. Wcześniej reprezentował m.in. Lechię Gdańsk, w której zadebiutował 11 września 2010 roku w wyjazdowym meczu z GKS-em Bełchatów (w 80. minucie zmienił Pawła Nowaka).